# Libro de las Bestias

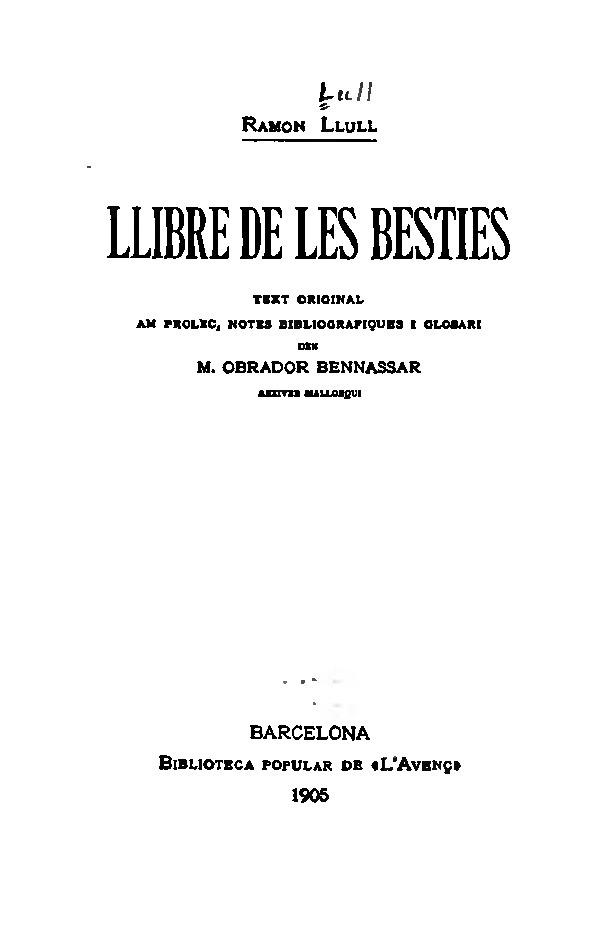
El Libro de las Bestias es una narración breve de carácter político-social que forma parte del Libro de las Maravillas, de Ramon Llull.

El  Libro de las Bestias es una narración breve de carácter político-social que forma parte del Libro de las Maravillas de Ramon Llull.
En el libro, escrito en 1287, un hombre llamado Félix encuentra durante su viaje a unos frailes que le explican que cerca de allí hay una gran reunión de animales reunidos para escoger un rey. El león sale vencedor en las votaciones y como no incluye al zorro en su corte, este intenta ascender al poder a través del engaño y del miedo. Al final del libro el mentiroso zorro es asesinado por el león.
Este libro lo dedicó al rey Felipe IV de Francia para enseñarle a dirigir la corte y nos enseña a no confiar en los que nos rodean.